# Puerto Rico Islanders

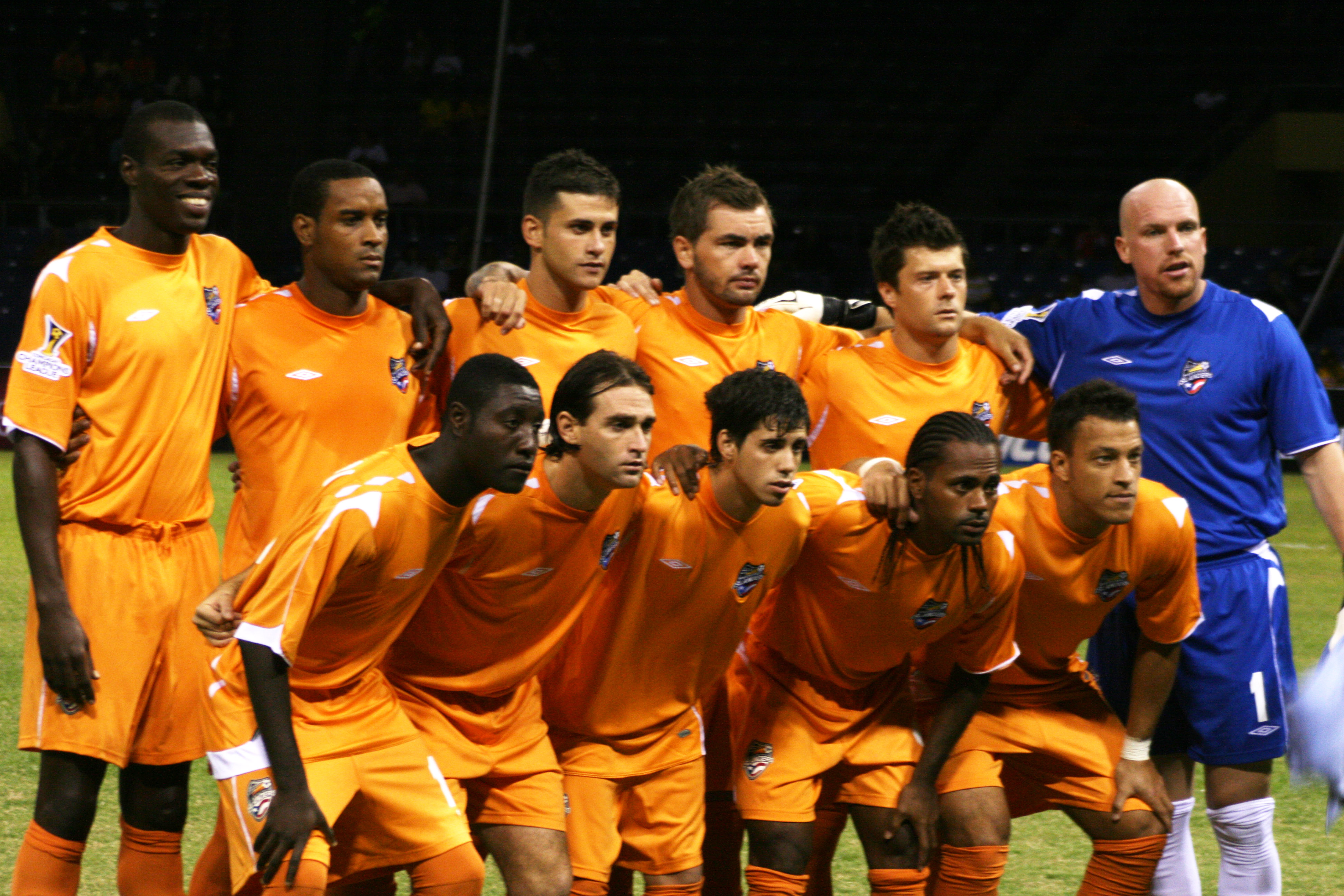
Team van 2009

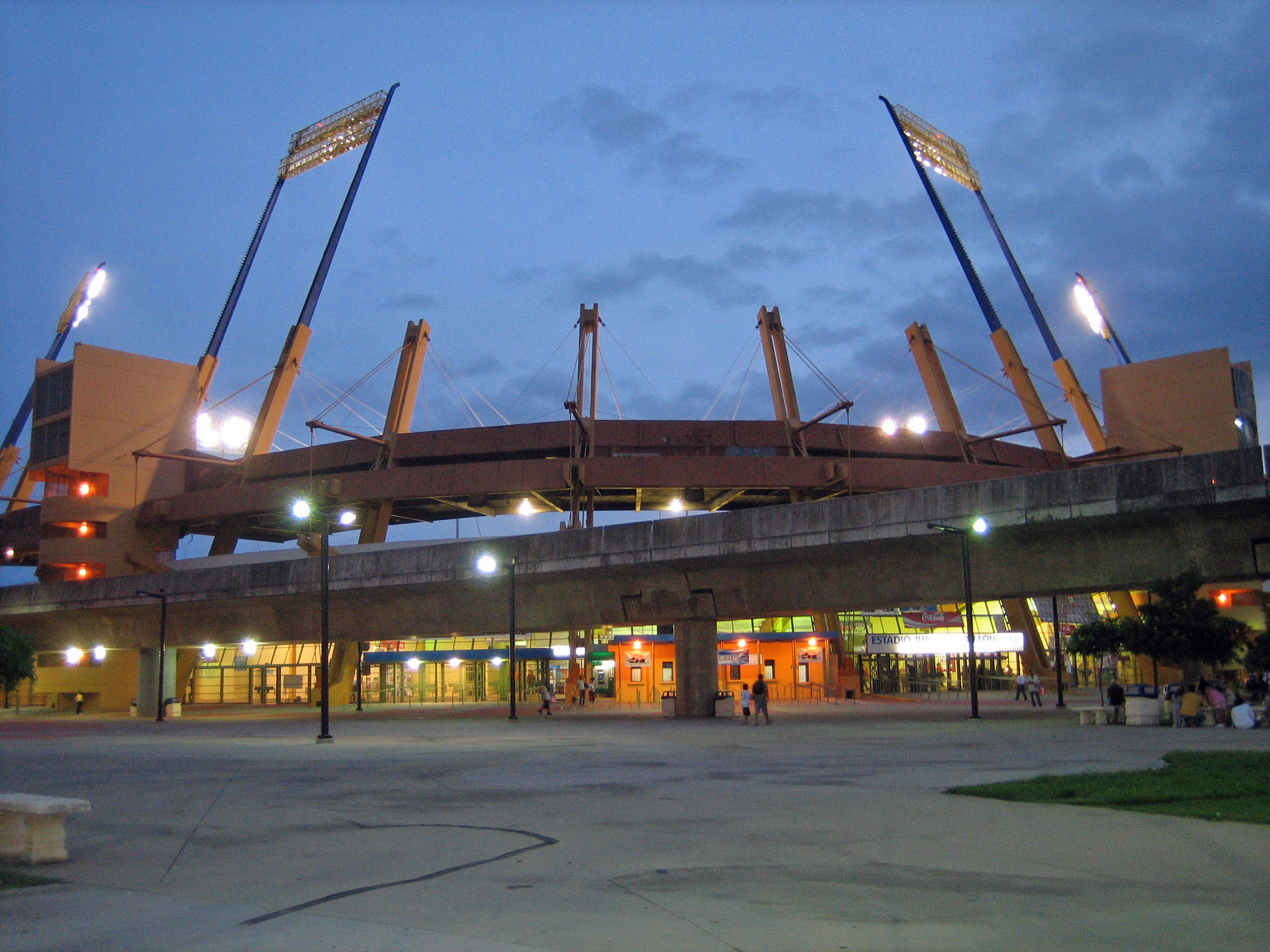
Juan Ramón Loubrielstadion

Puerto Rico Islanders was een Puerto Ricaanse voetbalclub uit Bayamón. De club werd in 2003 opgericht en speelde in de Amerikaanse North American Soccer League, de Amerikaanse tweede klasse. In 2012 werd de club ontbonden.

## Geschiedenis
In 1995 werd een team, genaamd Puerto Rico Islanders opgericht en sloot zich aan bij de USISL, de huidige USL. Het team werd opgericht door Joe Serralta en enkele Puerto Ricaanse zakenlui. Na zeven wedstrijden verhuisde het team van Puerto Rico naar Houston, Texas en nam de naam Houston Force aan. Deze zet werd gedaan na problemen met de Puerto Ricaanse voetbalbond en de lage toeschouwersaantallen. Houston Force werd al na één wedstrijd ontbonden.
Acht jaar later probeerde Serralta het opnieuw en het team, dat voornamelijk bestond uit Puerto Ricanen, schreef zich in de voor A-League, de huidige First Division. De eerste wedstrijd werd op 17 april 2004 gespeeld en verloren van Toronto Lynx voor 6.000 toeschouwers in het thuisstadion. Hugo Maradona, broer van Diego, werd trainer.
De club haalde in 2006 voor het eerst de playoffs van de USL First Division (naam van de A-League vanaf 2005). Onder coach Colin Clarke, die in 2007 aantrad, behaalde de club haar grootste successen. In 2008 werd de finale van de playoffs in de Colin Clarke verloren. In de seizoenen 2008/09, 2009/10 en 2010/11 werd deelgenomen aan de CONCACAF Champions League. In 2010 en 2011 won Puerto Rico Islanders het CFU Club Championship na een finaleplaats in 2009. Ook werd in 2010 de USSF Division 2 Professional League gewonnen. Vanaf 2010 speelde de club in de NASL. Na het seizoen 2011 verliet Clarke de club. 
Eind 2012 kondigde de club aan niet mee te doen aan het eerste deel van het NASL seizoen 2013 en later om het hele seizoen over te slaan. In augustus 2013 werd bekend dat de club helemaal niet meer terugkeerde en werd opgeheven. In 2015 werd vanuit supporters van de Islanders een nieuwe club opgericht, Puerto Rico FC, die sinds 2016 deelneemt aan de NASL. 

## Erelijst
CFU Club Championship
Winnaar in 2010 en 2011
finalist in 2009
USSF Division 2 Professional League
Winnaar 2010
USL First Division
runner up 2008
Commissioner's Cup
Winnaar 2008
Supercopa DirecTV 2010
finalist 2010
Ponce De Leon Cup
2006, 2007, 2009, 2011
Bayamón Cup
2012

## Spelers (selectie)
- Nicholas Addlery (2009-2012)
- Cristian Arrieta (2008-2009)
- Gustavo Barros Schelotto (2006)
- David Horst (2010)
- Jonathan Faña (2010-2012)
- Sandy Gbandi (2008-2010)
- David Johnson (2007)
- Dan Kennedy (2005-2006)
- Alen Marcina (2006, 2007)
- Fabrice Noël (2007-2009)
- Mauricio Salles (2004-2005)
- Josh Saunders (2007)
- Marco Vélez (2005-2007, 2009-2012)